# Eugène Turpin
François Eugène Turpin, född 1848 i Paris, död 24 januari 1927 i Pontoise, var en fransk kemist.
Turpin upptäckte 1886 pikrinsyrans användbarhet som sprängämne, vilket kom att användas i granater under namnet melinit.